# 니아 산체스
니아 산체스(Nia Temple Sanchez, 1990년 2월 15일 ~ )는 미국의 모델, 배우, 태권도 코치이다. 2014년 미스 USA 우승자이며 미스 유니버스 2014에서 미국 대표로 참가했다.